# Szczyrzycki Browar Cystersów

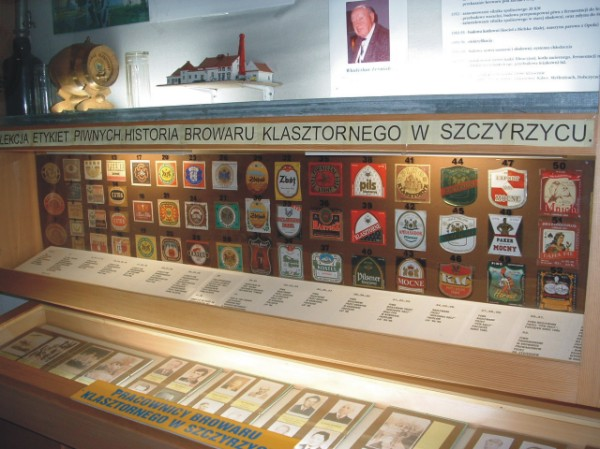
Ekspozycja muzealna poświęcona browarowi w Szczyrzycu

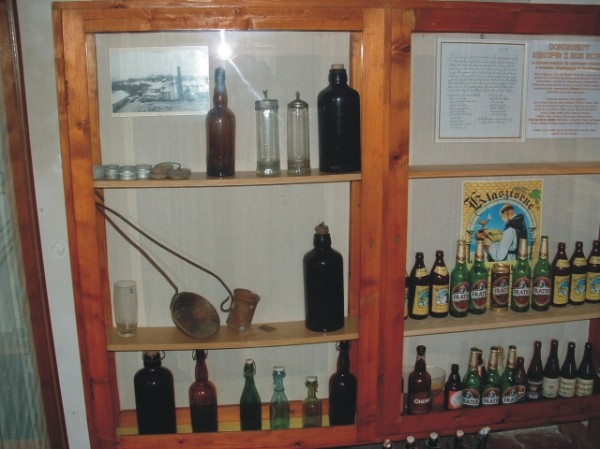
Gablota w muzeum klasztornym z kolekcją butelek po piwie

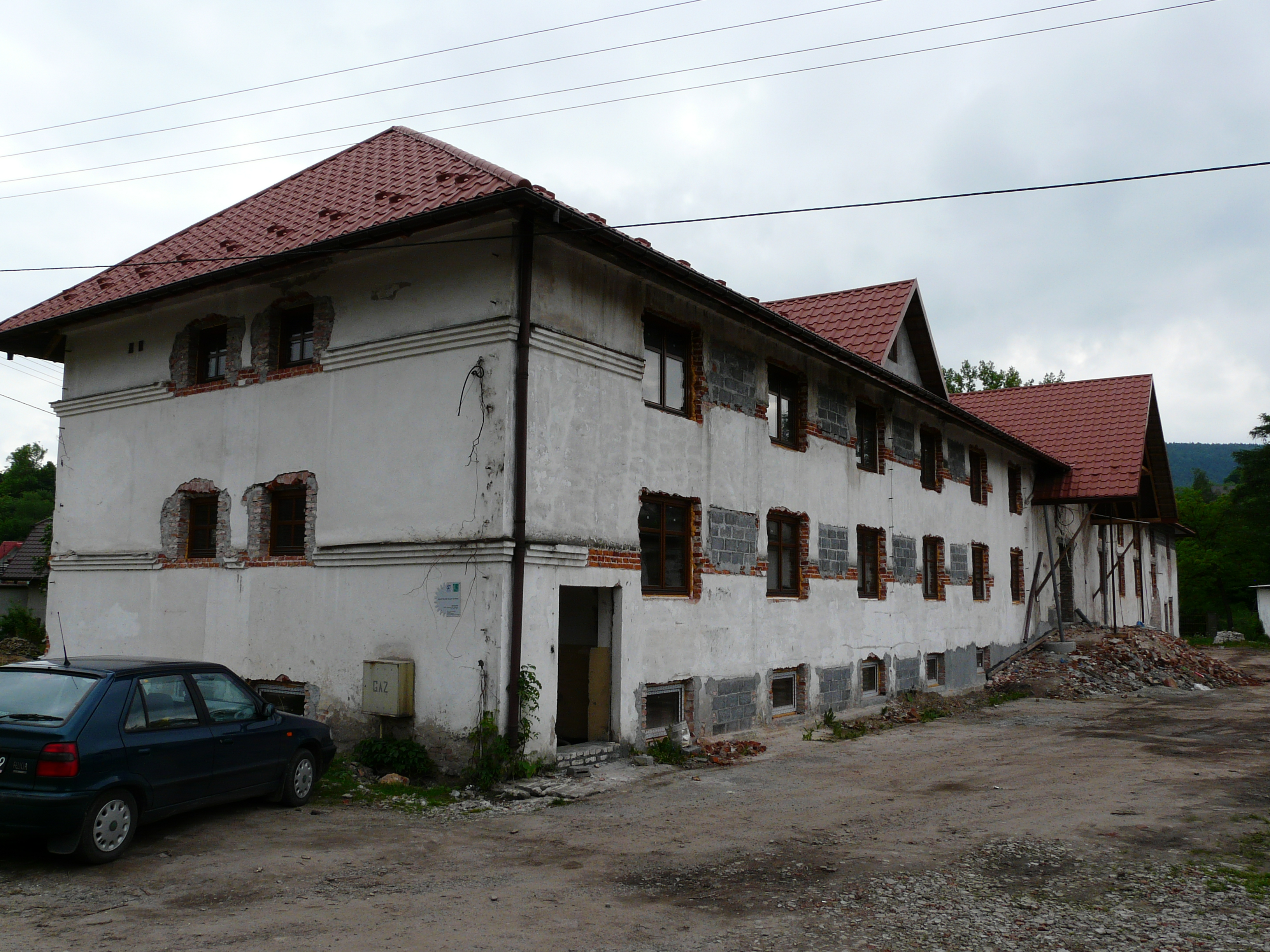
Przebudowa dawnej słodowni na Gościniec św. Benedykta

Szczyrzycki Browar Cystersów Gryf – browar klasztorny w Szczyrzycu.

## Historia
Pierwsze wzmianki o warzeniu piwa przez zakonników z klasztoru cysterskiego w Szczyrzycu pochodzą z 1628 roku. Do XIX wieku mnisi produkowali w swoim braksatorium głównie rodzaj podpiwku z palonego jęczmienia, który w okresie letnim sprzedawali okolicznym rolnikom.
W 1824 roku przy klasztorze, na terenie gospodarczym, wybudowano browar i zaczęto warzyć piwo. Zakład prowadzony był przez zakonników, a cały proces warzenia odbywał się ręcznie. W 1925 roku browar został wydzierżawiony najpierw Marianowi Szubertowi, a później Eugeniuszowi Czernemu, który zarządzał browarem do 1945 roku. Ostatnim dzierżawcą zakładu był Władysław Leśniak – browarnik z Krakowa.
W latach 1945–1951 browar w Szczyrzycu był jedynym czynnym w krajach socjalistycznych browarem klasztornym, który był własnością katolickiego zgromadzenia zakonnego.
W 1951 roku browar został znacjonalizowany, a przyklasztorny folwark na terenie którego znajdował się zakład przekształcono w Państwowe Gospodarstwo Rolne. Wznowiono produkcję piwa pod zarządem Państwowego Gospodarstwa Rolnego w Jodłowniku. W 1952 roku w browarze zamontowane zostały silniki spalinowe, przebudowano warzelnię, wybudowano przepompownię piwa z fermentacji do leżakowni oraz młyn do śrutowania słodu. W latach 1953–1955 przebudowano kotłownię. W 1956 roku zelektryfikowano browar. W kolejnych latach została wybudowana nowa suszarnia i słodownia, oraz system chłodzenia. Zainstalowano nową kadź filtracyjną, kocioł zacierny, wprowadzono chłodzenie solankowe i przebudowano leżakownię. W 1982 roku browar produkował 22 000 hl piwa rocznie. Sprzedawano je głównie w Małopolsce: w Dobrej, Limanowej, Rabce, Myślenicach, Dobczycach i Krakowie.
Wraz z kolejnymi restrukturyzacjami państwowych przedsiębiorstw zmieniał się również zarządca i nazwa zakładu. W latach 1957–1970 browar nosił nazwę Browar Podhalański w Szczyrzycu. Browar należał kolejno do: Państwowego Gospodarstwa Rolnego – Browar w Szczyrzycu; Centralnego Zarządu Hodowli Koni w Warszawie; Państwowej Stadniny Koni w Jodłowniku – Browar w Szczyrzycu, a z chwilą przejęcia gospodarstwa w Jodłowniku przez przedsiębiorstwo Igloopol zmienił nazwę na Igloopol – Browar w Szczyrzycu.
W 1993 roku cystersi odzyskali browar i wznowili produkcję piwa pod nazwą Browar Gryf, która nawiązywała do herbu miejscowości. W 1996 roku ze względu na kłopoty finansowe i brak funduszy na remont zabytkowego obiektu musieli jednak zaprzestać warzenia piwa.
W 1997 browar został zamknięty. Pamiątki po dawnym browarze zgromadzone są w przyklasztornym muzeum.
Od 1998 roku Cystersi podejmowali kilka prób wznowienia produkcji. W 2003 roku reprezentująca interesy klasztoru cysterskiego w Szczyrzycu spółka Dominium Sp. z o.o. podpisała umowę z Browarem Belgia, na mocy której w Kielcach rozpoczęto od 2004 roku licencyjną produkcję piwa marki Frater.
W 2007 roku po namówieniu lokalnych przedsiębiorców do współpracy udało się podjąć kroki w celu rewitalizacji zakładu w formie browaru rzemieślniczego pod nazwą Szczyrzycki Browar Cystersów. Zakupiono również linię produkcyjną ze zlikwidowanego Browaru Relakspol z Krakowa. Od 2009 roku w browarze klasztornym w Szczyrzycu trwają prace, których celem jest reaktywacja produkcji do 2014 roku. Budynek zakładu gruntownie wyremontowano i zmodernizowano. W dawnej słodowni został urządzony pensjonat i sala koncertowa – Gościniec św. Benedykta.
Ponadto w 2008 roku z inicjatywy lokalnych przedsiębiorców w Szczyrzycu powstał drugi browar. Mieści się on w pobliżu kościoła klasztornego w Restauracji Regionalnej Marysia. Zrealizowany został w koncepcji browaru restauracyjnego.
Wznowienie produkcji w browarze Gryf nastąpiło w sierpniu 2015 roku.